# Polia scawerdae
Polia scawerdae là một loài bướm đêm trong họ Noctuidae.